# Ars (Charente)
Ars település Franciaországban, Charente megyében. Lakosainak száma 689 fő (2022. január 1.). Ars Gimeux, Merpins, Celles, Coulonges, Pérignac és Salignac-sur-Charente községekkel határos.

## Népesség
A település népességének változása:
| Lakosok száma | 417  | 639  | 750  | 727  | 735  | 736  | 723  | 709  | 704  | 689  |
|               | 1968 | 1982 | 1990 | 2006 | 2013 | 2015 | 2017 | 2019 | 2020 | 2022 |